# Виноградовка (заказник)
Виноградовка — ландшафтный заказник местного значения. Расположен в Болградском районе Одесской области, вблизи сел Виноградовка и Владычень.
Площадь заказника 297,0 га. Расположен и территории урочища Владычень в 25-27 кварталах Болградского лесничества Измаильского лесхоза (ГП «Измаильское лесное хозяйство»). Создан согласно решению Одесского облсовета от 9 февраля 2001 г. № 263-XIII, границы заказника регламентируются распоряжением Болградской районной государственной администрации от 2 апреля 2007 № 208/А-2007.
Заказник представляет собой искусственные древесные насаждения, среди которых есть участки степи с растениями из Красной книги Украины. Заказник создан для охраны участков степи сохранившейся в относительно естественном состоянии. На территории заказника обнаружены редкие виды пресмыкающихся (полоз желтобрюхий, крымская ящерица) и некоторых растений. Согласно данным экологического обследования 2003 года основную площадь заказника (267 га) составляют лесные насаждения.